# Ribeira de Frades
Ribeira de Frades is een plaats (freguesia) in de Portugese gemeente Coimbra en telt 2 064 inwoners (2001).

## Geboren
- Sérgio Conceição (1974), Portugees voetballer en voetbalcoach